# Natalja Nikolajewna Kowtun
Natalja Nikolajewna Kowtun (russisch Наталья Николаевна Ковтун, engl. Transkription Natalya Kovtun; * 27. Mai 1964) ist eine ehemalige russische Sprinterin.
Für die Sowjetunion startend gewann sie über 200 Meter Bronze bei den Hallenweltmeisterschaften 1989 in Budapest und Silber bei den Halleneuropameisterschaften 1990 in Glasgow.
Bei den Weltmeisterschaften 1991 in Tokio gewann sie mit dem russischen Team Silber in der 4-mal-100-Meter-Staffel und erreichte über 100 Meter das Halbfinale.
Im Jahr 1989 wurde sie Sowjetische Hallenmeisterin über 60 und 200 Meter. Nach ihrer Aktivenzeit wurde sie Trainerin, unter anderem betreut sie Swetlana Nabokina.

## Persönliche Bestzeiten
- 60 m (Halle): 7,13 s, 25. Februar 1989, Moskau
- 100 m: 11,29 s, 11. Juli 1988, Brjansk
- 200 m: 22,69 s, 5. Juli 1992, Brjansk
  - Halle: 23,01 s, 4. März 1990, Glasgow